# Air Canada Jazz
Air Canada Jazz es una línea aérea regional canadiense con base en el municipio de Halifax, en el Aeropuerto Internacional de Halifax Stanfield en Enfield, Nueva Escocia. Tiene hubs en el Aeropuerto Internacional Toronto Pearson, el Aeropuerto Internacional de Vancouver, el Aeropuerto Internacional Pierre Elliott Trudeau, y el Aeropuerto Internacional de Calgary.

## Flota

### Flota Actual

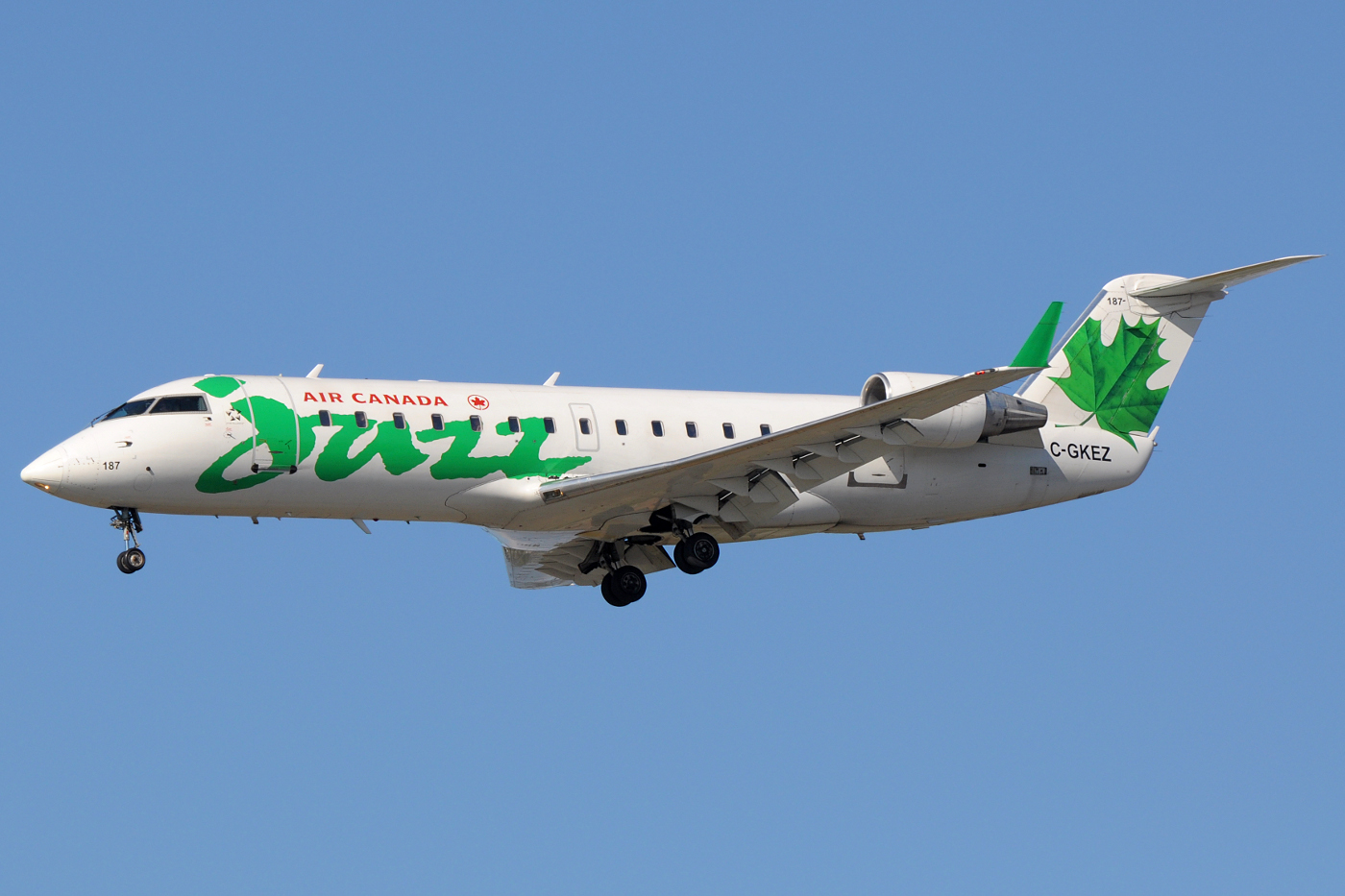
Air Canada Jazz CRJ-200

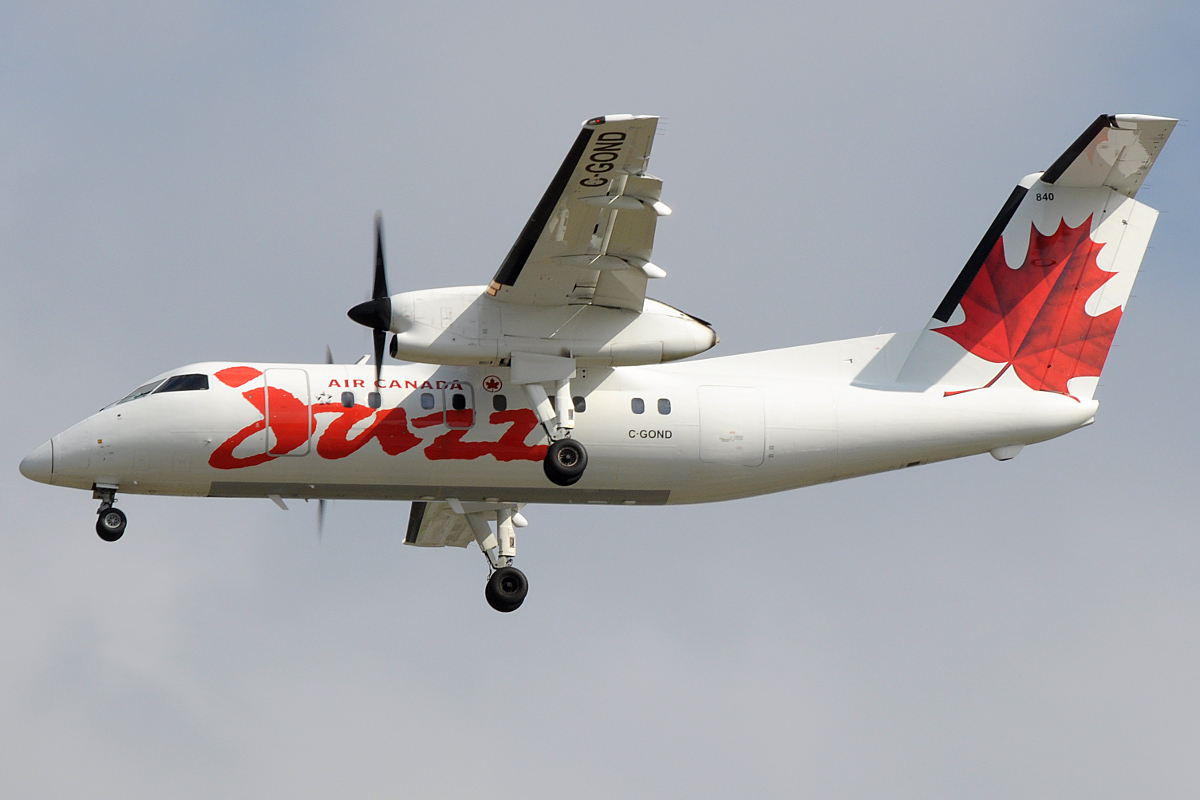
Air Canada Jazz Dash 8-100

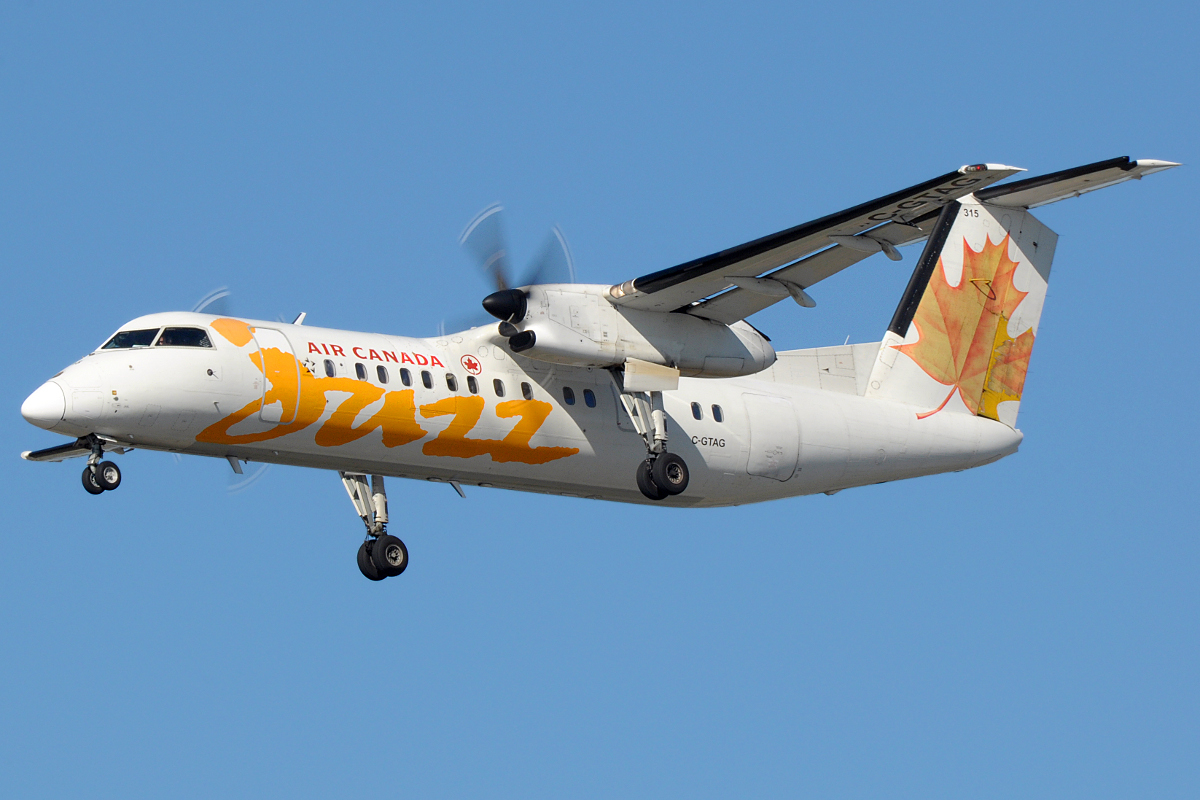
Air Canada Jazz Dash 8-300

La edad media de la flota a julio de 2024 es de 13,8 años

## Galería

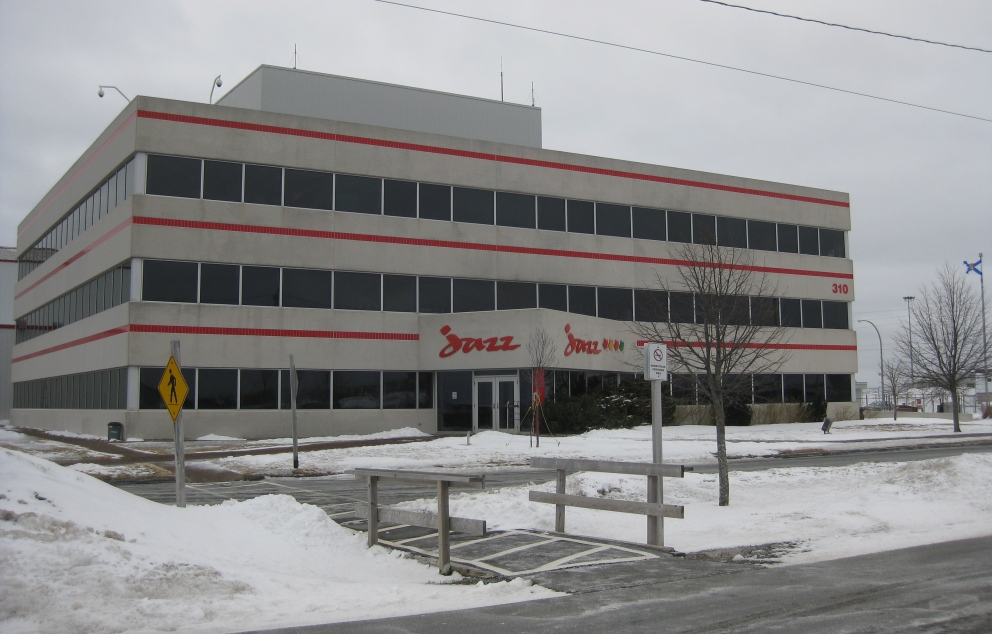
Sede social de Jazz Air